# Giennadij Oputin
Giennadij Gieorgijewicz Oputin, ros. Геннадий Георгиевич Опутин (ur. w marcu 1913 w miejscowości Czormoz w guberni permskiej, zm. ?) – radziecki działacz partyjny i państwowy.

## Życiorys
W latach 1930–1936 studiował w Czelabińskim Instytucie Mechanizacji Gospodarki Rolnej, od sierpnia 1936 do kwietnia 1938 był starszym mechanikiem stanicy maszynowo-traktorowej w obwodzie swierdłowskim, od kwietnia 1938 do czerwca 1939 kierownikiem laboratorium Czelabińskiego Instytutu Mechanizacji Gospodarki Rolnej. Od czerwca 1939 do stycznia 1940 służył w Armii Czerwonej, od lutego 1940 do stycznia 1942 był inżynierem konstruktorem biura konstruktorskiego fabryki nr 19 im. Stalina, od 1941 należał do WKP(b). Od stycznia 1942 do maja 1943 był instruktorem Wydziału Rolnego Komitetu Obwodowego WKP(b) w Mołotowie (Permie), od marca 1944 do lutego 1948 I sekretarzem rejonowego komitetu WKP(b) w obwodzie mołotowskim (permskim), od lutego 1948 do marca 1950 kierownikiem Wydziału Rolnego Komitetu Obwodowego WKP(b) w Mołotowie, od marca do listopada 1950 zastępcą przewodniczącego, a od listopada 1950 do grudnia 1953 przewodniczącym Komitetu Wykonawczego Mołotowskiej Rady Obwodowej.